# Via Valeria
La strada consolare Valeria è citata dal geografo greco antico Strabone nella sua Geografia (libro VI) e congiungeva Messina con Lilibeo (240 miglia romane). La strada fu denominata via Valeria in onore del console Marco Valerio Levino, che nel 210 a.C. ebbe la nomina a governatore della Sicilia. Probabilmente la costruzione fu avviata negli anni immediatamente successivi alla conclusione della II guerra punica.

## Descrizione
La costruzione della via Valeria coincide con la affermazione del dominio di Roma sulla Sicilia e sul Mediterraneo occidentale. La pax romana comportava la sicurezza delle comunicazioni e l'estinguersi dei conflitti locali, quindi la possibilità per le città di ellenistica ascendenza di uscire dalle mura, estendendosi, o piuttosto decentrandosi, nel territorio.
La via Valeria, in quanto via di grande comunicazione parallela e alternativa alla rotta marittima, venne così a costituire un nuovo asse di urbanizzazione costiera, lungo il quale furono sempre più frequentemente edificate nuove costruzioni destinate alle attività agricole e industriali come pure alla residenza.
Correndo lungo la costa tirrenica, essa toccava Milae (Milazzo), Tindari, Agatirno (Naso e Capo d'Orlando), Calacte (Caronia), Alesa (Tusa), Cephaledo (Cefalù), Termae (Termini), Solunto, Panormos (Palermo). Città costiere, porti e scali di una rotta marittima già da tempo attiva, che a partire dal IV secolo a.C. era divenuta una delle vie di traffico più importanti del Mediterraneo.
Di questa attività in età romana si conservano oggi significative testimonianze archeologiche, che si prestano a supportare alcune considerazioni sulla viabilità di questo territorio. Di queste testimonianze facendo un rapido elenco, infatti, non si può fare a meno di notare come la via Valeria seguisse un percorso in gran parte coincidente con l'odierna strada statale 113 (forse ancor più con la linea ferrata).
La villa di Castroreale Terme, la villa di Patti Marina, come pure quella di Bagnoli a Capo d'Orlando, che oggi si trovano immediatamente a ridosso della S.S. 113 e della linea ferroviaria, erano situate quasi certamente lungo la via Valeria.
Ma accanto a questi esempi "maggiori", si contano a decine i rinvenimenti che attestano l'affermarsi di una urbanizzazione costiera lungo l'asse della via romana come ad esempio a Tusa si possono vedere i resti delle terme romane di Casa Gravina, sotto il Castello di Tusa; due fattorie di epoca ellenistico-romana sono state individuate e parzialmente scavate a Scodonì (Torrenova) e nella vicina contrada Chiusa Saraceno; strutture murarie appartenenti a una fornace per fittili di epoca romana sono venute alla luce in contrada Alessi di Sant'Agata Militello; tratti di muratura, frammenti di pavimento a mosaico e ceramica di epoca romana sono stati rinvenuti in contrada Bruca di Capo d'Orlando, anche qui a pochi metri dalla strada statale.
Le stazioni di posta della tavola peutingeriana (Palermo, Cefalù, Alesa, Calacte, Agatirno, Tindari e Messina) grosso modo coincidono con gli hospitalia di Termini, Cefalù, Tusa, Acquedolci, Brolo, Tindari e lo Muto. Delle vecchie strutture lungo la Valeria che consistevano in hospitalia e stazioni di posta è stata accertata la sopravvivenza di una stazione di posta in località Gliaca di Piraino, prossima a Brolo con il castello dei Lancia, interessata a restauro conservativo. Il servizio di posta tra Palermo e Messina si svolgeva in cinquanta ore, cioè poco più di due giorni, a mezzo di muli il cui cambio avveniva nelle suddette stazioni intermedie.